# Дагон (міфи Ктулху)

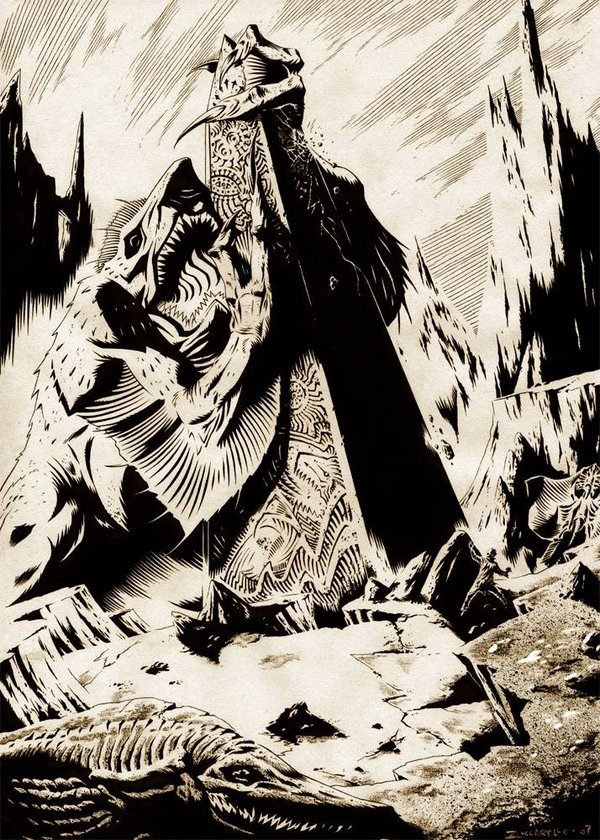

Дагон (Отець Дагон, англ. Dagon, Father Dagon) — одне з менших божеств пантеону міфів Ктулху. Поряд з його дружиною Гідрою, Дагон є безпосереднім покровителем раси риболюдей Глибоководних, які шанобливо називають їх Отець Дагон і Мати Гідра. Дагон згадується в декількох творах Г. Ф. Лавкрафта, в тому числі, як діюча особа в оповіданні «Дагон».
Описується Дагон подібним до Глибоководних (гуманоїд з рисами риби і амфібії), але відрізняється гігантськими розмірами. Лавкрафтівський Дагон заснований на трактуванні за народною етимологією імені однойменного семітського божества як «людина-риба».

## Опис
| Ліві лапки | Величезний, що нагадує Поліфема і всім своїм виглядом викликає почуття відрази, він кинувся, подібно що є в кошмарних снах чудовиську, до моноліту, обхопив його гігантськими лускатими руками і схилив до постаменту свою огидну голову, видаючи при цьому якісь непіддавані опису ритмічні звуки. | Праві лапки |

## Дагон в популярній культурі

### Музика, кінофільми, книги
- У телесеріалі «Доктор Хто» Морські Дияволи поклоняються Дагонові, як і глибоководні.
- Фільм «Дагон», знятий в 2001 році режисером Стюартом Гордоном, здебільшого заснований на повісті Лавкрафта «Тінь над Іннсмаутом».
- У циклі книг Олександра Рудазова про архімага Креола Дагон — один з темних богів Ленга.
- У шведської симфо-метал групи «Therion» є пісня «Call of Dagon» (альбом «Sirius B» (2004).
- У групи «Vanessa Van Basten» була інструментальна композиція «Dagon Theme» (Vanessa Van Basten selftitled LP, 2007, KNVBI Records)
- У американській дез-метал групи «Nile» є композиція «4th Arra of Dagon» з альбому «Those Whom the Gods Detest» (2009).
- У красноярської блек-метал групи «Deafknife» є композиція «Father Dagon / Mother Hydra» з альбому «Pantheon» (2011).
- Даґонові присвячена однойменна пісня російської darkwave / gothic metal групи «Lamia Morra» з альбому «Liber Logaeth» (2012).
- У «Повісті про Дунке і Егге» письменника Джорджа Р. Р. Мартіна згадується Дагон Грейджой, лорд Залізних Островів, населення яких поклоняється богу який потонув.
- В альбомі «Тінь клоуна» групи «Король і Шут» є пісня «Дагон»

### Відеоігри
- У грі «Call of Cthulhu: Dark Corners of the Earth» створеної з максимальним наближенням до книг Лавкрафта, Дагон — антагоніст, один з босів і родич інших босів, морський монстр, вождь гуманоїдів-амфібій.
- У всесвіті The Elder Scrolls є божество Мерунес Дагон, даедричний принц. Він є головним антагоністом в грі An Elder Scrolls Legend: Battlespire і в The Elder Scrolls IV: Oblivion — четвертій грі основної серії. У грі The Elder Scrolls III: Morrowind також є поселення Дагон Фел, оточене двемерскими руїнами. В The Elder Scrolls IV: Oblivion квест «Тінь над Хакдіртом» (англ. «A Shadow over Hackdirt») є явним відсиланням до повісті «Тінь над Іннсмутом» (англ. «The Shadow Over Innsmouth»).
- У грі «Відьмак» в 4 главі головний герой закликає до вівтаря Дагона, вождя озерних гуманоїдів-амфібій. Безсмертя та перемога здобувається шляхом вбивства його слуг.
- У популярній карті DotA Allstars для відеогри Warcraft III є артефакт Dagon.
- У грі Devil May Cry 4 є бос Дагон, що вдає із себе крижану жабу з двома приманками-русалками.
- У грі Корсари: Повернення легенди ім'я Дагона згадується в назві меча «Танат».